# Leonia Poznańska
Leonia (Łaja) Poznańska z d. Hertz (ur. 1830 w, zm. 17 lutego 1914 w Łodzi) – łódzka filantropka pochodzenia żydowskiego. Żona fabrykanta Izraela Poznańskiego. 

## Życiorys

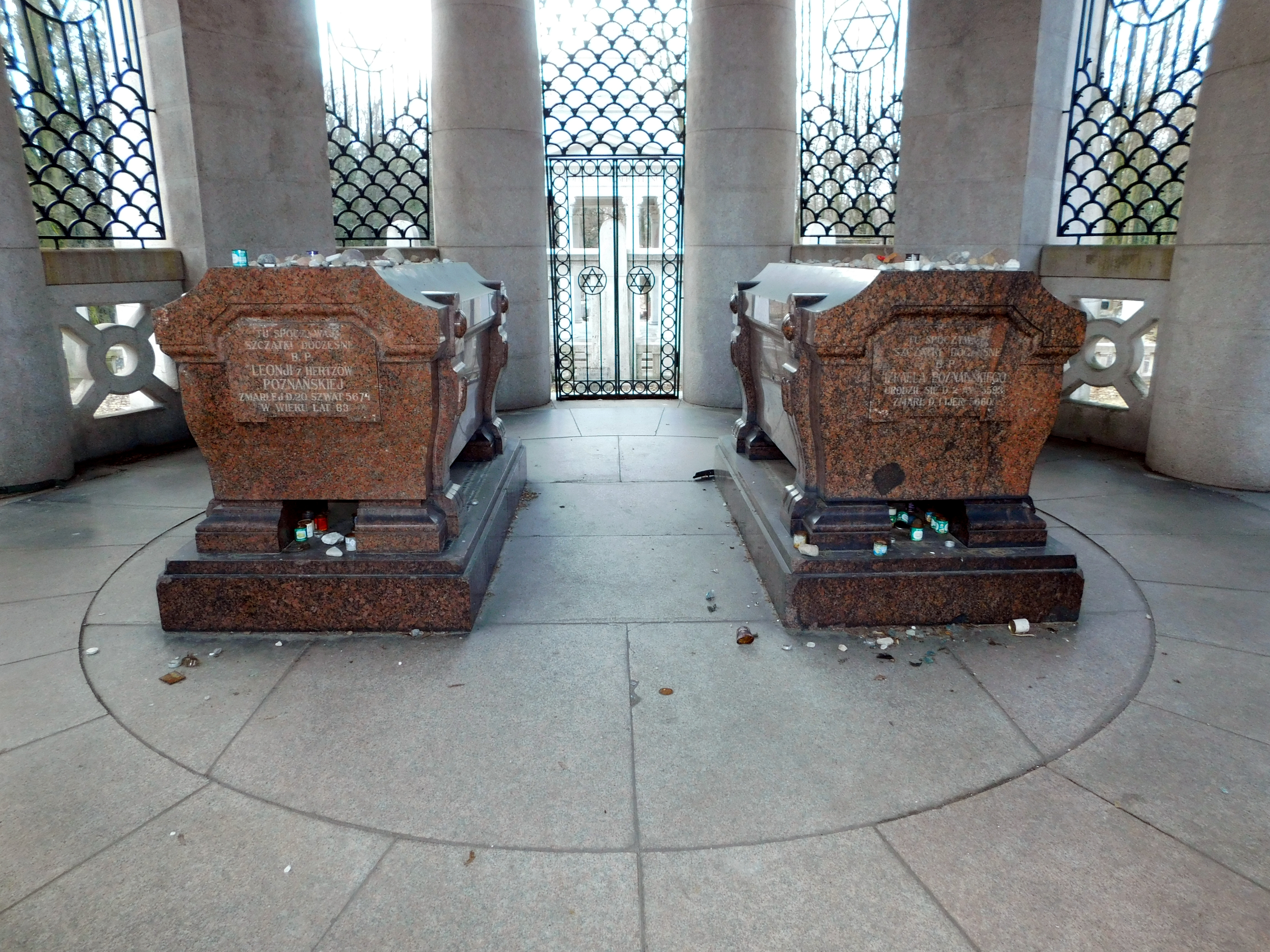
Sarkofagi Leonii i Izraela Poznańskich

Urodziła się w 1830 roku. Jej rodzicami byli Mojżesz oraz Cypa (z domu Margulis) Hertzowie. Ojciec Leonii pracował jako sekretarz żydowskich szpitali w Warszawie i był dość znaną osobą w kręgu warszawskich kupców.
Leonia Hertz i młodszy od niej o dwa lata Izrael Poznański wzięli ślub 4 marca 1851 roku. Rodziny wcześniej zdecydowały o podpisaniu intercyzy przedmałżeńskiej. Wkładem męża do wspólnoty majątkowej była niewielka manufaktura oparta na produkcji ręcznych krosien, warta wówczas 500 rubli. Natomiast Leonia w posagu wniosła znajdujący się w Warszawie sklep wyrobów bawełnianych oraz umożliwiła Izraelowi nawiązanie cennych kontaktów ze środowiskiem warszawskiej burżuazji. 
Małżeństwo Poznańskich doczekało się licznego potomstwa: czterech synów – Ignacego, Hermana, Karola i Maurycego – oraz trzech córek – Anny (Ajdla, późniejsza żona Jakuba Hertza), Joanny Natalii (późniejsza żona Zygmunta Lewińskiego) i Felicji (Fajga, zmarła w niemowlęctwie). Związek pary zakończyła śmierć Poznańskiego w 1900 roku.  
Leonia Poznańska zmarła w 1914 roku i spoczęła obok męża w Mauzoleum Izraela Poznańskiego na nowym cmentarzu żydowskim w Łodzi. 

### Działalność filantropijna
Leonia Poznańska często angażowała się w działalność charytatywną. Jedną z jej oraz Izraela inicjatyw jest sfinansowanie budowy w latach 80. XIX w. żydowskiego szpitala, który jako pierwszy w Łodzi w 1898 roku otworzył oddział dla chorych na gruźlicę. Szpital istnieje do dzisiaj jako Szpital Kliniczny Nr 3 im. dr Seweryna Sterlinga Uniwersytetu Medycznego.